# Jackass: Bad Grandpa
Jackass: Bad Grandpa (Originaltitel Jackass Presents: Bad Grandpa) ist eine US-amerikanische Filmkomödie aus dem Jahr 2013. Johnny Knoxville schlüpft in die Rolle des Rentners Irvin Zisman und ist mit seinem Enkel Billy, gespielt von Jackson Nicoll, unterwegs durch die Vereinigten Staaten. Nach Jackass: The Movie, Jackass: Nummer Zwei und Jackass 3D ist es der vierte Film, der auf der MTV-Serie Jackass basiert. Bad Grandpa besitzt nur eine lose Handlung, in der sich Stunts und Streiche (pranks) aneinanderreihen. Der Film kam am 24. Oktober 2013 in die deutschen Kinos.

## Handlung
Billys Mutter muss ins Gefängnis. So kommt der perverse, respektlose und trinkende 86-jährige Rentner Irving Zisman zu der Aufgabe, seinen Enkel Billy zu dessen Vater zu bringen. Dabei muss Zisman seinen Enkel quer durch die Vereinigten Staaten bringen, wobei sie unter anderem Ladenraub begehen, uneingeladen auf einer Hochzeit auftauchen, auf der Beerdigung von Zismans Frau ihr Unwesen treiben oder ein Strip-Lokal besuchen. Billy wird zudem bei einem Schönheitswettbewerb für kleine Mädchen angemeldet. Schlussendlich behält Zisman seinen Enkel Billy und lässt ihn nicht bei dessen Vater wohnen.

## Hintergrund
Im Jahr 2013 wurden bundesweit 890.556 Besucher an den deutschen Kinokassen gezählt, womit der Film den 37. Platz der meistbesuchten Filme des Jahres belegte.

## Synchronisation
Die deutschsprachige Synchronisation erfolgte bei der Interopa Film in Berlin nach einem Dialogbuch von Hannes Maurer unter der Dialogregie von Ronald Nitschke.
| Rolle              | Darsteller/in    | Deutsche Synchronstimme |
| ------------------ | ---------------- | ----------------------- |
| Irving Zisman      | Johnny Knoxville | Florian Halm            |
| Billy              | Jackson Nicoll   | Vincent Borko           |
| Christine Crosbie  | Meg Crosbie      | Celina Borko            |
| Chuck              | Greg Harris      | Martin Kautz            |
| Ellie              | Catherine Keener | Martina Treger          |
| Gloria (Alte Frau) | Spike Jonze      | Bernhard Völger         |
| Jeff Tremaine      | Jeff Tremaine    | Peter Flechtner         |
| Kimmie             | Georgina Cates   | Vera Teltz              |
| Lisa Maley         | Lisa Maley       | Verena Runna            |

## Kritiken
„[…] Die Handlung ist nur der bloße Aufhänger für mal bösartige, mal vulgäre Situationen, die mit versteckter Kamera gefilmt werden. Dabei erzeugt der Versuch, Passanten in Verlegenheit zu bringen oder zu beschämen, keine Komik. Auch lässt der Film jegliches Gespür für anklingende Themen wie mangelnde Zivilcourage oder das neue, hedonistische Lebensgefühl alter Menschen vermissen.“

„[…] Wir hätten es vorher auch nicht geglaubt, aber der zunächst abstrus anmutende Mix geht tatsächlich auf: Jackass presents: Bad Grandpa ist der erste Film der Reihe, der nicht nur mit grobem Unfug wie in Cola-Automaten eingeklemmten Penissen unterhält, sondern neben den Lachmuskeln auch das Herz des Publikums erreicht.“

## Auszeichnungen
Der Film wurde für die Oscarverleihung 2014 in der Kategorie „Bestes Make-Up“ nominiert.